# Eusapia Palladino
Pour les articles homonymes, voir Palladino.
Eusapia Palladino ou Eusapia Paladino (née en 1854 à Minervino Murge, Royaume des Deux-Siciles et morte en 1918 à Naples, Royaume d'Italie) est une médium italienne.

## Biographie

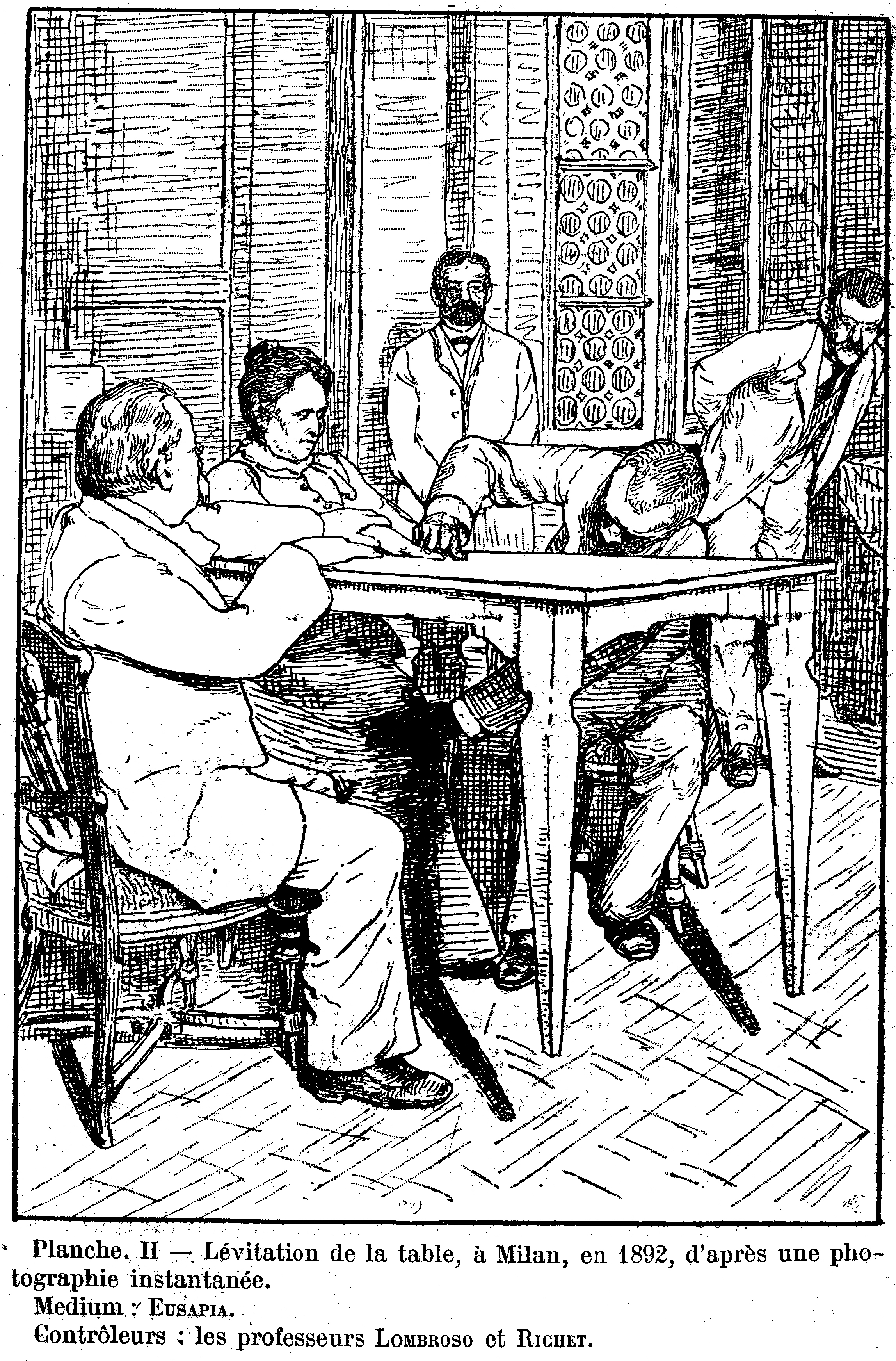
Eusapia Palladino lors d'une expérience menée en 1892.

Née dans une famille de paysans dans les Pouilles, Eusapia Palladino relate différents récits biographiques de son enfance. Elle affirme être devenue orpheline en bas âge : sa mère serait décédée en l'enfantant, et son père aurait été tué peu après, sous les yeux impuissants de sa fille, par la bande du célèbre brigand Carmine Crocco, cela expliquerait son surnom « fille de la peur ». Il s'avère que sa mère est morte en couche lorsqu'elle avait sept ans et fut adoptée dans une famille paysanne. Elle aurait rejoint ensuite un groupe de jongleurs itinérants, puis est devenue servante chez un médecin. Au début de sa vie d'adulte, Eusapia Palladino se marie à un conjureur ((en) conjuror). Pratique qui n'a aucun rapport avec l'exorcisme qui réclame un rituel précis que seules des personnes expressément désignées sont habilitées à pratiquer et qui est directement en rapport avec un culte religieux, en particulier dans les trois religions monothéistes (judaïsme, christianisme et islam).  

### Médium
Bien qu'analphabète, Eusapia Palladino par sa capacité de réinventer le récit, une habilité dans l'interprétation intègre des cercles influents de scientifiques dans toute l'Europe. En Italie, en France, en Allemagne, en Pologne et en Russie, Palladino semble démontrer d'extraordinaires pouvoirs dans le noir : elle lévite, se projette dans l'espace et dans le temps. Elle matérialise des fleurs et rappelait des souvenirs de morts : empreintes de mains et de visages dans l'argile humide. Elle fait léviter des tables et fait jouer des instruments de musique sous les tables sans les toucher. Elle communique avec les morts à travers son « guide spirituel », John King. Assister à l'un de ses spectacles était coûteux. 
Entre 1893 et 1894, elle effectue des séances en collaboration avec le psychologue Julian Ochorowicz
Dans les années 1900, elle effectue des séances de spiritisme auprès de cercles d'intellectuels et de scientifiques renommés (notamment Jean Perrin, Paul Langevin, Henri Bergson, Sully Prudhomme et Pierre Curie). Ce dernier écrivait des comptes rendus détaillés des séances (comment les tables sont soulevées, ses cheveux tirés, des objets déplacés), mais il note qu’il pourrait s’agir de supercheries, sans avoir jamais pu les démasquer.  
En 1909, elle quitte l'Europe avec Hereward Carrington, qui après l'avoir observée à Naples en 1908 pour le compte de la Society for Psychical Research, organise une tournée pour les États-Unis. Il lui dédie un livre Eusapia Palladino and Her Phenomena. Bien qu'il détecte sa tricherie lors des séances, il affirme également qu'elle a une véritable capacité surnaturelle. 
Plusieurs Européens de cette époque considèrent Palladino comme une authentique médium, affirmant qu'elle n'utilisait pas les artifices habituels des prestidigitateurs. En 1926, huit ans après son décès, Arthur Conan Doyle dans son History of Spiritualism accordait du crédit aux phénomènes psychiques et aux matérialisations qu'elle prétendait provoquer. Aux États-Unis ou en France, sa popularité alla en s'estompant en même temps qu'elle fut qualifiée de tricheuse.